# Vanderlan
Vanderlan Barbosa da Silva dit Vanderlan, né le 7 septembre 2002 à Brumado au Brésil, est un footballeur brésilien qui évolue au poste d'arrière gauche à la SE Palmeiras.

## Biographie

### En club
Né à Brumado au Brésil, Vanderlan est formé par la SE Palmeiras qu'il rejoint en 2017 en provenance de l'Esporte Clube Jacuipense (en). Il est intégré aux U15 avant de gravir les échelons. Il remporte notamment plusieurs titres avec les U17 comme la Copa do Brasil et la Supercopa do Brasil en 2019, et trois fois le Paulistão en 2019, 2020 et 2021.
Le 25 janvier 2021, Vanderlan signe son premier contrat professionnel avec Palmeiras, valable jusqu'en décembre 2024. Le 27 janvier 2021, il joue son premier match en professionnel lors d'une rencontre de première division brésilienne contre Vasco da Gama. Il entre en jeu à la place de Lucas Lima et les deux équipes se neutralisent (1-1),.
Le 20 mai 2022, Vanderlan prolonge son contrat avec Palmeiras, il est alors lié au club jusqu'en décembre 2026. Vanderlan s'impose petit à petit dans l'équipe première en 2022, sous les ordres d'Abel Ferreira, où il devient la doublure de Joaquín Piquerez au poste d'arrière gauche, passant devant Jorge dans la hiérarchie.
Vanderlan inscrit son premier but en professionnel le 23 octobre 2022, à l'occasion d'un match de championnat face au Avaí FC. Il entre en jeu et participe à la victoire de son équipe par trois buts à zéro.

## Statistiques
| Saison                | Club                  | Championnat           | Championnat | Championnat | Championnat | Coupe(s) nationale(s) | Coupe(s) nationale(s) | Coupe(s) nationale(s) | Supercoupe | Supercoupe | Supercoupe | Compétition(s) continentale(s) | Compétition(s) continentale(s) | Compétition(s) continentale(s) | Compétition(s) continentale(s) | Ligue régionale | Ligue régionale | Ligue régionale | Total | Total | Total |
| Saison                | Club                  | Division              | M.          | B.          | P.d.        | M.                    | B.                    | P.d.                  | M.         | B.         | P.d.       | Comp.                          | M.                             | B.                             | P.d.                           | M.              | B.              | P.d.            | M.    | B.    | P.d.  |
| 2021                  | Palmeiras             | Série A               | 3           | 0           | 0           | -                     | -                     | -                     | -          | -          | -          | CL                             | 1                              | 0                              | 0                              | 3               | 0               | 0               | 7     | 0     | 0     |
| 2022                  | Palmeiras             | Série A               | 13          | 1           | 1           | -                     | -                     | -                     | -          | -          | -          | CL                             | 2                              | 0                              | 0                              | 1               | 0               | 0               | 16    | 1     | 1     |
| 2023                  | Palmeiras             | Série A               | 14          | 0           | 2           | 2                     | 0                     | 2                     | -          | -          | -          | CL                             | 4                              | 0                              | 0                              | 6               | 0               | 0               | 26    | 0     | 4     |
| 2024                  | Palmeiras             | Série A               | -           | -           | -           | -                     | -                     | -                     | -          | -          | -          | CL                             | -                              | -                              | -                              | 1               | 0               | 0               | 1     | 0     | 0     |
| Total sur la carrière | Total sur la carrière | Total sur la carrière | 30          | 1           | 3           | 2                     | 0                     | 2                     | -          | -          | -          | -                              | 7                              | 0                              | 0                              | 11              | 0               | 0               | 50    | 1     | 5     |